# Bernard Landry

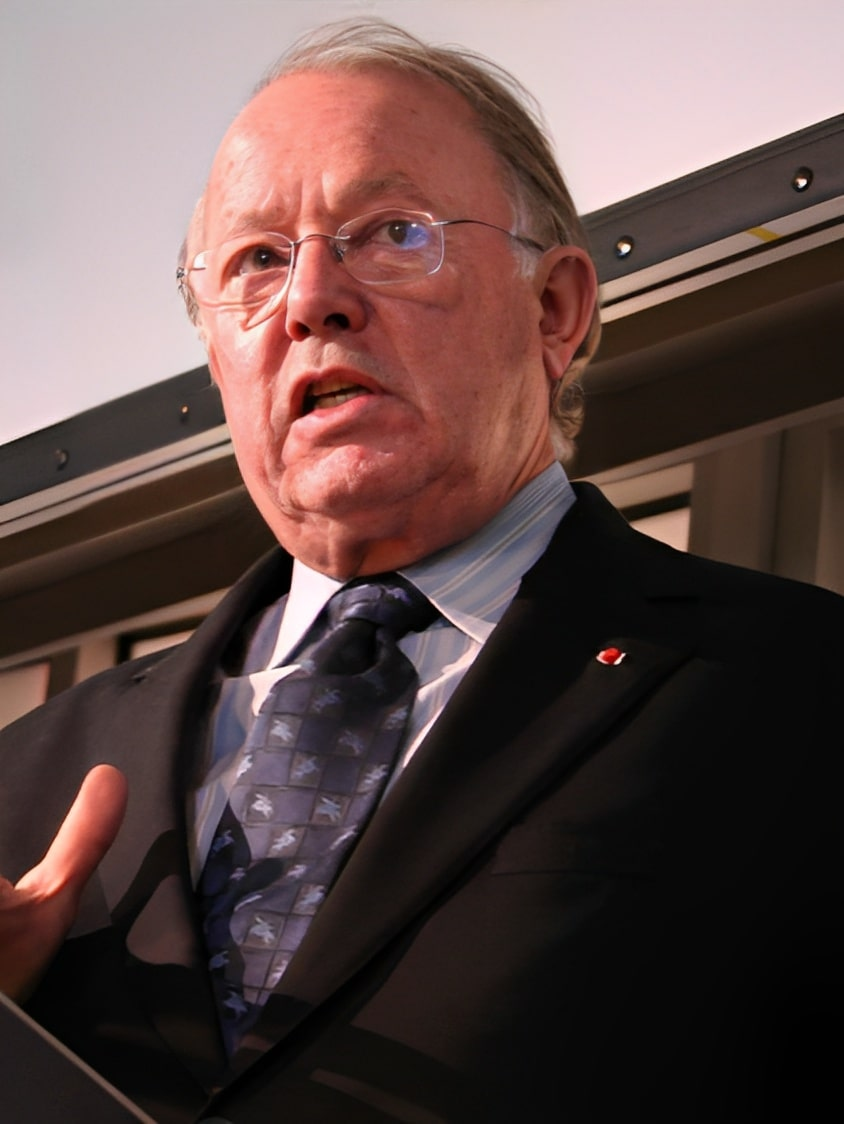
Bernard Landry (2006)

Jean Bernard Landry, GOQ (* 9. März 1937 in Saint-Jacques-de-Montcalm, Region Joliette; † 6. November 2018) war ein kanadischer Politiker.

## Biografie
Nach dem Schulbesuch absolvierte er ein Studium der Rechtswissenschaften an der Universität Montreal sowie Wirtschafts- und Finanzwissenschaft am Institut d’études politiques de Paris. Anschließend war er als Rechtsanwalt als Partner der Kanzlei Lapointe Rosenstein in Montreal tätig.
Landry begann seine politische Laufbahn 1970 als Mitglied der Parti Québécois (PQ) mit seiner erfolglosen Kandidatur für ein Mandat in der Nationalversammlung von Québec. 1976 gelang ihm dann die Wahl zum Abgeordneten der Nationalversammlung als Kandidat im Wahlkreis Fabre. Die PQ wurde dabei Wahlsieger und stellte mit René Lévesque erstmals den Premierminister. In den folgenden Jahren stieg er innerhalb der von den PQ gebildeten Regierungen rasch auf und wurde nach einigen anderen Ministerämtern schließlich im Oktober 1985 Finanzminister im Kabinett von Pierre Marc Johnson. Allerdings hatte er das Amt nur knapp zwei Monate bis zu Wahlniederlage der PQ im Dezember 1985 inne als die Partei erdrutschartig 57 ihrer 80 Mandate verlor und nur noch mit 23 Abgeordneten in der Nationalversammlung vertreten war.
In der Folge nahm Landry eine Auszeit von der Politik und lehrte bis 1994 an der Schule für Management der Université de Québec à Montréal.
Als die PQ 1994 mit 77 Parlamentssitzen wieder stärkste Kraft wurde, wurde er von Premierminister Jacques Parizeau im September 1994 zum Stellvertretenden Premierminister berufen. Unter Parizeaus Nachfolger Lucien Bouchard blieb er ab Januar 1996 weiterhin Stellvertretender Premierminister und übernahm erneut das Amt des Finanzministers, aber auch anderer Ministerämter in dessen Kabinett. Während dieser Zeit bemühte er sich um eine Stärkung der aufgrund der langjährigen politischen Unsicherheiten geschwächten Wirtschaft der Provinz sowie eine Wiederherstellung einer guten Grundlage der öffentlichen Finanzen, um dadurch auch wieder eine Basis für die Ansprüche auf Eigenstaatlichkeit zu erreichen. Seine Bemühungen waren letztlich 1999 erfolgreich als er zum ersten Mal seit vielen Jahren einen ausgeglichenen Haushaltsplan vorlegen konnte. Wie Parizeau war er ein starker Verfechter der Souveränität Quebecs und stand damit im Gegensatz zur langsamen Vorgehensweise von Bouchard in dieser Frage.
Am 8. März 2001 wurde er Nachfolger von Bouchard als Premierminister von Quebec. Zugleich wurde er Nachfolger von Bouchard als Vorsitzender der PQ. Landry behauptete dabei, dass Quebec mehr als eine „individuelle Gesellschaft“ innerhalb Kanadas, sondern vielmehr eine Nation sei, die verdiene als ein Staat angesehen zu werden. Dabei musste er sich jedoch mit den englischsprachigen Bewohnern und Immigranten auseinandersetzen, die eine Sezession ablehnten. Landry befürwortete ein weiteres Referendum, um dadurch das Recht für Verhandlungen einer Unabhängigkeit zu bekommen, nachdem das letzte Referendum 1995 fehlschlug. Dabei machte er deutlich, dass eine weitere Abstimmung nur dann stattfinden würde, wenn die Bedingungen reif für einen Erfolg wären. Als die PQ die Parlamentswahlen im April 2003 verloren und nur noch 45 der 125 Parlamentssitze hatte, folgte ihm am 29. April 2003 Jean Charest, der Vorsitzende der Parti libéral du Québec.
Im Juni 2005 trat er als Vorsitzender der PQ zurück und legte außerdem sein Abgeordnetenmandat nieder.